# Cieneguillas (Argentina)
Cieneguillas  es una localidad argentina ubicada en el departamento Santa Catalina de la provincia de Jujuy. Se encuentra en la intersección de las rutas Nacional 40 y la Provincial 87, a 34 km al oeste de la ciudad de La Quiaca y a 28 km al sureste de la cabecera departamental Santa Catalina.

## Ubicación
Ubicada a 324 km de la ciudad de San Salvador de Jujuy y a 5 km de la línea de frontera con Bolivia. Cieneguillas es el punto de conexión a otros poblados desde la ciudad Fronteriza hacia distintos lugares como Casira, Santa Catalina, Oratorio, Ciénega de Paicone, Cusi cusi y otros pueblos ubicados en la Ruta Nacional 40 y en la ruta Provincial 69 como Lagunillas de Pozuelos, Yoscaba.
También es el paso más cercano al Monumento natural Laguna de los Pozuelos donde se puede apreciar una variedad de paisaje y fauna diversa protegida.
Otros pueblos vecinos pertenecientes al distrito homónimo son Puesto Grande, Puesto chico, Calahoyo, Pasajes, Yoscaba, Toquero, y Casira.
Cabe mencionar que para llegar desde La Quiaca por la ruta nacional 40, se debe recorrer un camino de tierra de 34 kilómetros y atravesar la Cuesta de Toquero punto geográfico límite entre el Departamento de Yavi y Departamento Santa Catalina.

## Economía y gobierno
Su principal actividad económica es la ganadería, sobre todo la cría de llama y ovejas que permite a sus productores realizar la comercialización de productos derivados como la Lana, el cuero, la leche y principalmente sus carnes. También son muy importante las artesanías textiles y cerámica, con el agregado de valor de la materia prima  existente en el lugar, siendo productos reconocidos por su calidad .
Sus pobladores también fueron los pioneros en desarrollar un proyecto para el manejo de vicuñas silvestres para trasquilar la lana y protegerlas de la caza furtiva.
El distrito es regido por la Comisión Municipal asentada en la localidad actualmente bajo la presidencia del Abel cristian SantosFundada el 26 de noviembre de 1899,  fue creada con el propósito de propiciar el desarrollo económico social y cultural a fin de satisfacer las necesidades locales en todo el territorio.

## Población
En la actualidad la población, desde el último censo realizado en 2010, ha aumentado situándose en el orden de los 1200 habitantes. Incrementándose casi en un 100% con respecto a datos obtenidos en el censo 2001

## Servicios
Este pueblo es uno de los del norte puneño que posee todos los servicios básicos para la comodidad del turista.
Cuenta con  los siguientes servicios agua potable, luz, cloacas e Internet
Servicio de Circuito Cerrado de Televisión y una Emisora de Radio FM. 
2  hosterías dependientes de la Comisión Municipal, con servicio de comedor. 
Wifi abierto en la plaza principal. 
Familias ofrecen turismo rural comunitario vivencial, mostrando todos los procesos de las artesanías textiles,  ofreciendo las prendas confeccionadas y se brinda comidas típicas de la región. 
En el ámbito comercial se destaca la gran variedad de artículos y mercadería que ofrecen los negocios locales incluyendo la venta de comidas preparadas.  

## Instituciones
Además de la Comisión Municipal, existen varias instituciones que conviven y articulan sus acciones y, que con el transcurso del tiempo han dado el lugar a la creación de otras para satisfacer las necesidades de la zona.
Registro Civil, Seccional de la Policía de la Provincia de Jujuy, Seccional del Escuadrón XXI de Gendarmería Nacional, Iglesia Católica, e Iglesias evangélicas. 
Luego se sitúa la CO.DE.PO creada con el propósito de brindar un servicio a los productores ganaderos de la zona para la industrialización y comercialización de productos netamente regionales a los distintos mercados nacionales y extranjeros. 
Escuela Primaria N° 29 "Puna Argentina" alberga a niños y niñas locales y de los pueblos más cercanos con el fin de prepararlos para una formación acorde a sus propósitos. 
Escuela Provincial Agrotécnica N° 14 creada en el año 2008 como Colegio Seundario N° 16, tras la transformación de la oferta educativa (año 2014) otorga el título de Técnico en Producción Agropecuaria preparando a los adolescentes y jóvenes locales y de distintos lugares como La Quiaca, Tafna, Lagunillas de Pozuelos, y los demás pueblos del distrito; para inferir en cuestiones de trabajos agrícolas y pecuarios como así también de producción ganadera acorde a las necesidades de la zona. 
Centro de Atención Primaria de la Salud, cuenta con una ambulancia permanente del SAME, para el traslado inmediato ante una emergencia de salud de los pobladores.
Asociación kippus es grupo de tejedoras, que realizan  prendas textiles de fibra de llama con excelente calidad, que son vendidas en diferentes puntos comerciales de Jujuy y Salta, también enviadas a diferentes puntos del  y el exterior.
Entre los clubes deportivos es de destacar la presencia del Club Racing de Cieneguillas con más de 90 años de vida.

## Fiestas y Festivales
En Cieneguillas se realizan una gran variedad de Actividades Culturales de las cuales las que más se destacan son:
Festival Provincial de la Olla, que se realiza el segundo sábado del mes de Enero, donde se pone en exposición  venta de ollas, comidas Regionales, participación de GRUPOS Folclóricos.
Las festividades en honor a Nuestra Señora de la Candelaria que comienzan el 24 de enero de cada año y finalizan el 4 de febrero con una marcada agenda de actividades organizadas por las distintas instituciones de la comunidad y residentes que se llegan para celebrar y agradecer los beneplácitos recibidos.
Otras de las Festividades es la realización del Festival del Pan Casero que va tomando notoriedad año a año.
Algunas actividades en conjunto son los actos centrales del 25 de mayo, 9 de julio y 23 de agosto, 20 de junio, que incluyen serenatas, actos y desfiles.

## Sitios turísticos
Un lugar majestuoso para visitar, próximo a Cieneguilas es el Monumento natural Laguna de los Pozuelos que dista a 27 km al suroeste de la localidad. Es uno de los espejos naturales más espectaculares ubicado entre los cerros y donde en época de verano es posible avistar una gran variedad de fauna.
Otros lugares  a visitar son Casira Pueblo Alfarero por excelencia donde se comercializa por cuantía productos realizados a base de arcilla, Calahoyo un caserío donde hace unos años se descubrieron restos fósiles de un Gliptodonte.
Museo Etnográfico "Eufrasio Cari": museo particular que tiene importantes piezas de las culturas aborígenes locales.